# Brian Joseph Dunn
Brian Joseph Dunn (Saint John's, 8 gennaio 1955) è un arcivescovo cattolico canadese, dal 27 novembre 2020 arcivescovo metropolita di Halifax-Yarmouth.

## Biografia
Brian Joseph Dunn è nato a Saint John's l'8 gennaio 1955. È cresciuto nella comunità mineraria di Buchans dove ha frequentato la scuola primaria prima di trasferirsi nella comunità di pescatori di Harbour Grace dove ha frequentato la scuola secondaria.

### Formazione e ministero sacerdotale
Ha studiato alla Memorial University of Newfoundland per un anno e poi si è trasferito al King University College della University of Western Ontario a London, dove nel 1976 ha conseguito un Bachelor of Arts. Ha completato gli studi ecclesiastici conseguendo un Master of Divinity nel seminario "San Pietro" a London. Ha intrapreso gli studi post laurea di diritto canonico presso l'Università di San Paolo a Ottawa e ha conseguito la licenza nel 1990 e il dottorato nel 1991. Nel 2006 ha ottenuto un Master of Theology presso l'Università di Notre Dame.
Il 28 agosto 1980 è stato ordinato presbitero per la diocesi di Grand Falls. In seguito è stato vicario parrocchiale della parrocchia della cattedrale dell'Immacolata Concezione a Grand Falls-Windsor dal 1980 al 1985; parroco della parrocchia di San Gabriele a St. Brendan dal 1985 al 1988; parroco della parrocchia della cattedrale dell'Immacolata Concezione a Grand Falls-Windsor dal 1991 al 1996; parroco della parrocchia di San Giuseppe a Harbour Breton dal 1996 al 1999 e parroco delle parrocchie della Santa Croce a Holyrood e di San Pietro e San Paolo a Harbour Main dal 1999 al 2002.
In diocesi ha prestato servizio come vice-cancelliere vescovile dal 1980 al 1996; cancelliere vescovile dal 1996 al 2008; membro del collegio dei consultori dal 1991 al 2002, consigliere canonico del vescovo dal 1990 al 2008; giudice del tribunale ecclesiastico matrimoniale dal 1990 al 2008 e vicario giudiziale aggiunto dal 2002 al 2008.
Ha anche lavorato come docente nel corso per il diploma in teologia e ministero dell'Atlantic School of Theology di Halifax dal 1992 al 1999; docente presso la Facoltà di diritto canonico dell'Università di San Paolo a Ottawa dal 2003 al 2004 e nel 2007 e ha prestato servizio nella Facoltà del seminario "San Pietro" a London dal 2002 al 2008 dove ha tenuto corsi di diritto canonico, ecumenismo, ecclesiologia e diritto liturgico. Dal 2005 al 2008 è stato anche decano degli studi.

### Ministero episcopale
Il 16 luglio 2008 papa Benedetto XVI lo ha nominato vescovo ausiliare di Sault Sainte Marie e titolare di Munaziana. Ha ricevuto l'ordinazione episcopale il 9 ottobre successivo nella cattedrale dell'Immacolata Concezione a Grand Falls-Windsor dal vescovo di Sault Sainte Marie Jean-Louis Plouffe, co-consacranti il vescovo di Antigonish Raymond John Lahey e quello di Corner Brook-Labrador David Douglas Crosby.
Il 21 novembre 2009 lo stesso papa Benedetto XVI lo ha nominato vescovo di Antigonish. Ha sostituito monsignor Raymond John Lahey, che si era dimesso dopo essere stato accusato di possesso e importazione di materiale pedopornografico.  Ha preso possesso della diocesi il 25 gennaio successivo. Ha assunto ex officio anche la carica di cancelliere della Saint Francis Xavier University ad Antigonish.
Ha partecipato alla XIII assemblea generale ordinaria del Sinodo dei vescovi che ha avuto luogo nella Città del Vaticano dal 7 al 28 ottobre 2013 sul tema "La nuova evangelizzazione per la trasmissione della fede cristiana". Ha parlato dei metodi di evangelizzazione delle vittime di abusi sessuali da parte di chierici e proposto. Ha anche proposto la nomina di gruppi pastorali composti da chierici e laici, una riflessione ufficiale e il riconoscimento dei ministri ecclesiali laici, un coinvolgimento e una direzione deliberata e sistematica per le donne a tutti i livelli della vita della Chiesa, ad esempio, permettendo ad esse di essere istituite come lettrici e accolite e l'istituzione del ministero di catechista".
Nel marzo del 2017 ha compiuto una seconda visita ad limina.
Il 13 aprile 2019 papa Francesco lo ha nominato arcivescovo coadiutore di Halifax-Yarmouth. È succeduto alla medesima sede il 27 novembre 2020.
Collabora con la commissione per la liturgia e i sacramenti della Conferenza dei vescovi cattolici canadesi, la rappresenta presso la Commissione internazionale sull'inglese nella liturgia dal 2015 ed è tesoriere di questa commissione dal febbraio del 2019.

## Genealogia episcopale
La genealogia episcopale è:
- Cardinale Scipione Rebiba
- Cardinale Giulio Antonio Santori
- Cardinale Girolamo Bernerio, O.P.
- Arcivescovo Galeazzo Sanvitale
- Cardinale Ludovico Ludovisi
- Cardinale Luigi Caetani
- Cardinale Ulderico Carpegna
- Cardinale Paluzzo Paluzzi Altieri degli Albertoni
- Papa Benedetto XIII
- Papa Benedetto XIV
- Cardinale Enrico Enriquez
- Arcivescovo Manuel Quintano Bonifaz
- Cardinale Buenaventura Córdoba Espinosa de la Cerda
- Cardinale Giuseppe Maria Doria Pamphilj
- Papa Pio VIII
- Papa Pio IX
- Cardinale Raffaele Monaco La Valletta
- Cardinale Diomede Angelo Raffaele Gennaro Falconio, O.F.M.Ref.
- Arcivescovo John Thomas McNally
- Vescovo Joseph Francis Ryan
- Vescovo Paul Francis Reding
- Vescovo John Michael Sherlock
- Arcivescovo Marcel André Joseph Gervais
- Vescovo Jean-Louis Plouffe
- Arcivescovo Brian Joseph Dunn